# Penguin Random House
Penguin Random House — международная издательская группа, крупнейшая в мире по размеру выручки (15,7 % от мирового издательского рынка в 2021 году). Образовалась в 2013 году объединением американской группы Random House и британской Penguin Group.

## История
Британское издательство Penguin Books было основано в 1935 году. В 1970 году его купила финансово-промышленная группа Pearson. В 1975 году издательское подразделение Pearson было пополнено американской компанией Viking Press, а в 1996 году — ещё одной, Putnam; все три были объединены в Penguin Group.
Издательство Random House начало работу в 1927 году. В 1998 году было куплено немецким медиаконцерном Bertelsmann и присоединено к купленным ранее Doubleday, Bantam Books и Dell Publishing.
В 2012 году было достигнуто соглашение Pearson и Bertelsmann об объединении их издательских подразделений в новую компанию Penguin Random House (сначала она была совместным предприятием, а с 2020 года полностью принадлежит Bertelsmann).

## Деятельность
Penguin Random House — крупнейшее в мире издательство по размеру выручки, объединяющая около 300 импринтов, среди них Doubleday, Riverhead, Viking и Alfred A. Knopf (США); Ebury, Hamish Hamilton и Jonathan Cape (Великобритания); Goldmann и Heyne (Германия); Plaza & Janés и Alfaguara (Испания); Sudamericana (Аргентина); Dorling Kindersley (международный);. ежегодно выпускает 16 тыс. наименований общим тиражом 700 млн экземпляров (включая электронные и аудиокниги). На Penguin Random House в 2022 году пришёлся 21 % выручки Bertelsmann.
Основным рынком для компании являются США (57 % выручки в 2022 году), далее по значимости следуют Великобритания (11 %), Германия (7 %), другие страны Европы (9 %), другие регионы (16 %).
Основные импринты и издательства:
- Dorling Kindersley (DK) — основано в 1974 году, Великобритания, справочники и энциклопедии
- Crown Publishing Group[англ.] — основано в 1933 году, США
- Alfred A. Knopf — основано в 1915 году, США
  - Doubleday — основано в 1897 году, США
  - Pantheon Books[англ.] — основано в 1942 году, США
  - Schocken Books[англ.] — основано в 1931 году, США, еврейская литература
  - Everyman's Library[англ.] — основано в 1907 году, США
- Penguin Group[англ.]
  - Berkley Books[англ.] — основано в 1955 году, США
  - New American Library[англ.] — основано в 1948 году, США
  - G. P. Putnam's Sons[англ.] — основано в 1838 году, США
  - Penguin Books — основано в 1935 году, Великобритания
  - Viking Press — основано в 1925 году, США
- Random House
  - Bantam Books[англ.] — основано в 1945 году, США
  - Ballantine Books[англ.] — основано в 1952 году, США
  - Dell Publishing[англ.] — основано в 1921 году, США, журналы, комиксы
  - Del Rey Books — основано в 1977 году, США
  - Modern Library[англ.] — основано в 1917 году, США
  - Heyne Verlag[англ.] — основано в 1934 году, Германия
- Companhia das Letras[англ.] — основано в 1986 году, Бразилия
- Alfaguara[англ.] — основано в 1964 году, Испания
- Plaza & Janés — Испания
- Ediciones B[англ.] — основано в 1986 году, Испания
- Ebury Publishing[англ.] — основано в 1961 году, Великобритания
  - BBC Books[англ.]
  - Virgin Books[англ.] — основано в 1979 году, Великобритания